# Hohenrain
Hohenrain é uma comuna da Suíça, no Cantão Lucerna, com cerca de 2.178 habitantes. Estende-se por uma área de 19,84 km², de densidade populacional de 110 hab/km². Confina com as seguintes comunas: Abtwil (AG), Auw (AG), Ballwil, Beinwil (AG), Gelfingen, Hochdorf, Lieli, Römerswil, Sins (AG).
A língua oficial nesta comuna é o Alemão.